# سن دیگو
سَن دیـِگو (به انگلیسی: San Diego) یک شهر ساحلی در جنوب کالیفرنیا واقع در گوشه جنوب غربی ایالات متحده آمریکا است. بر اساس آمارگیری سال ۲۰۰۵ جمعیت آن ۱٫۲۵۵٫۵۴۰ نفر برآورد گردیده‌است. این شهر دومین شهر بزرگ کالیفرنیا و هشتمین شهر بزرگ ایالات متحده آمریکا است. نیروی دریایی ایالات متحده آمریکا در این شهر حضور و پایگاه بسیار گسترده‌ای دارد.
سن دیگو پنجمین شهر ستان پرجمعیت در ایالات متحده است. سن دیگو با جمعیت ۱٬۳۸۱٬۶۱۱(در سال ۲۰۲۲) به عنوان هشتمین شهر پر جمعیت ایالات متحده شناخته شود است. این شهر مناطق توریستی زیادی دارد، از جمله باغ وحش سن دیگو، برخ کالیفرنیا و موزه میدوی (USS Midway). ایرانی‌ها دوست دارند از خانه ایران در پارک بالبوآ دیدن کنند.
پارک بالبوآ میزبان انواع جشن‌های ایرانی از جمله نوروز، سیزده بدر و چهارشنبه سوری است. در خانه ایران چیزهایی مانند فرش ایرانی و عکس ایران پیدا می‌شود. در پارک بالبوآ، سی و دو خانه بین‌المللی با فرهنگ‌های مختلف وجود دارد.

## تاریخ سن دیگو
سن دیگو اولین جایی در کالیفرنیا بود که اروپایی‌ها در آن زندگی کردند. به همین دلیل، بعضی‌ها سن دیگو را «زادگاه کالیفرنیا» می‌نامند. در سال ۱۵۴۲، یک کاشف اروپایی به نام خوان رودریگز کابریو، خلیج سن دیگو را پیدا کرد. این حدود ۲۰۰ سال قبل از زمانی بود که اروپایی‌های دیگر به آنجا آمدند. اما خیلی قبل‌تر از آن، مردم بومی آمریکا به نام کوم‌یای (Kumeyaay) حدود ۱۲٬۰۰۰ سال در آن منطقه زندگی می‌کردند. در سال ۱۷۶۹، اسپانیایی‌ها یک قلعه و یک کلیسای مذهبی در سن دیگو ساختند. بعداً این منطقه بخشی از کشور مکزیک شد.

## مراکز علمی
- دانشگاه کالیفرنیا در سن دیگو
- دانشگاه ایالتی سن دیگو
- مؤسسهٔ پژوهشی اسکریپس

## اقتصاد
این شهر از راه زمینی به شهر تیخوانا در مکزیک متصل است و روزانه افراد زیادی بین مرز این دو شهر دررفت و آمدند. مهم‌ترین فرودگاه این شهر فرودگاه بین‌المللی سن دیگو است. سن دیگو ترالی نام خطوط راه‌آهن شهری این شهرستان است. بزرگ‌ترین پایگاه نیروی دریایی ایالات متحده آمریکا در این شهر قرار دارد و نیز از این جهت صنایع وابستهٔ بسیاری (همانند شرکت جنرال اتمیکس) در اینجا مستقرند.

## مراکز تفریحی
باغ وحش سن دیگو یکی از ۱۰ باغ وحش برتر این کشور است. سی ورلد در سن دیگو نیز یکی از ۳ شعبهٔ مشهور خود را دارد.

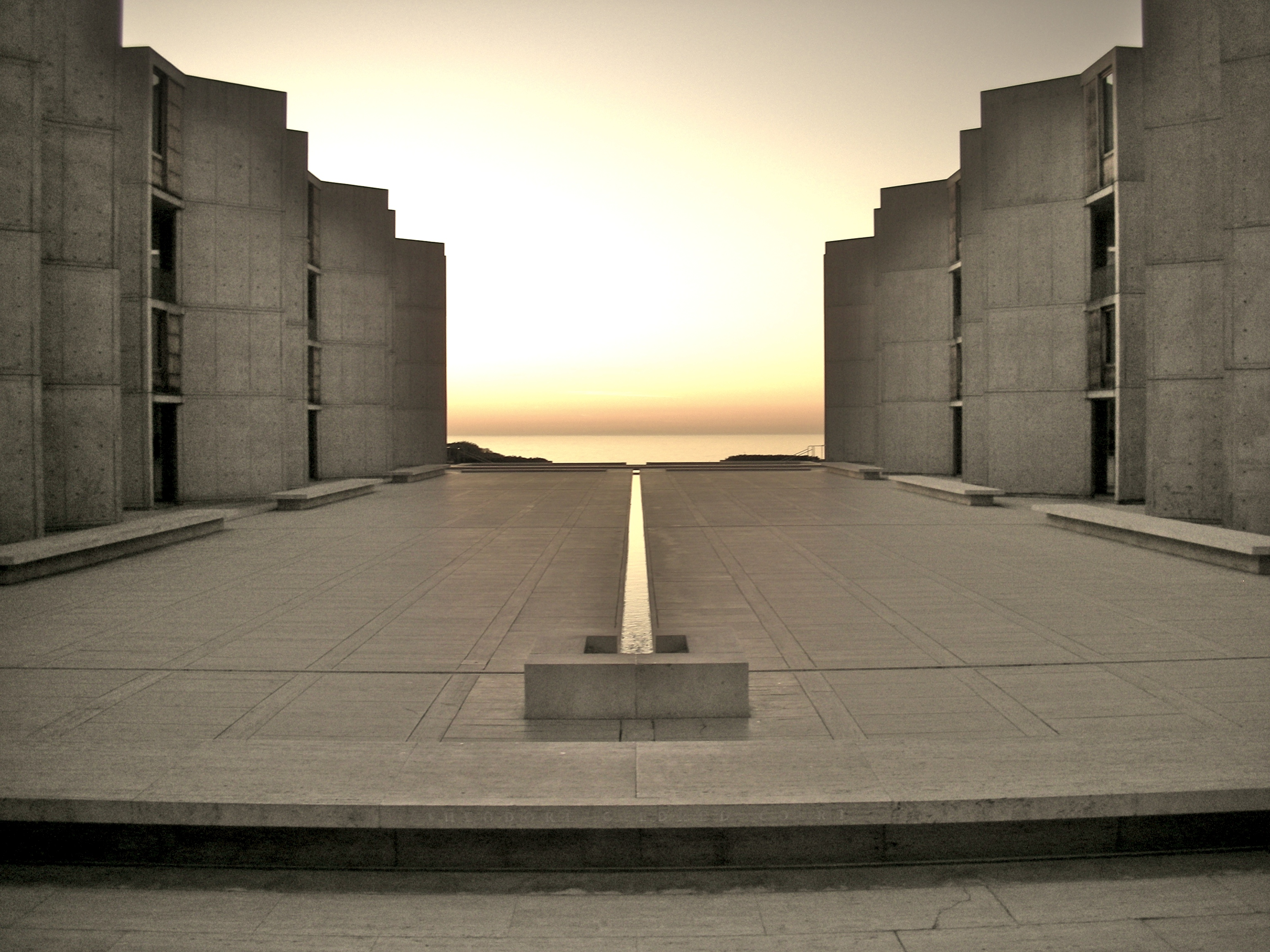
موسسه زیست‌شناسی سالک اثر معمار آمریکایی لوئیس کان در سن دیگو
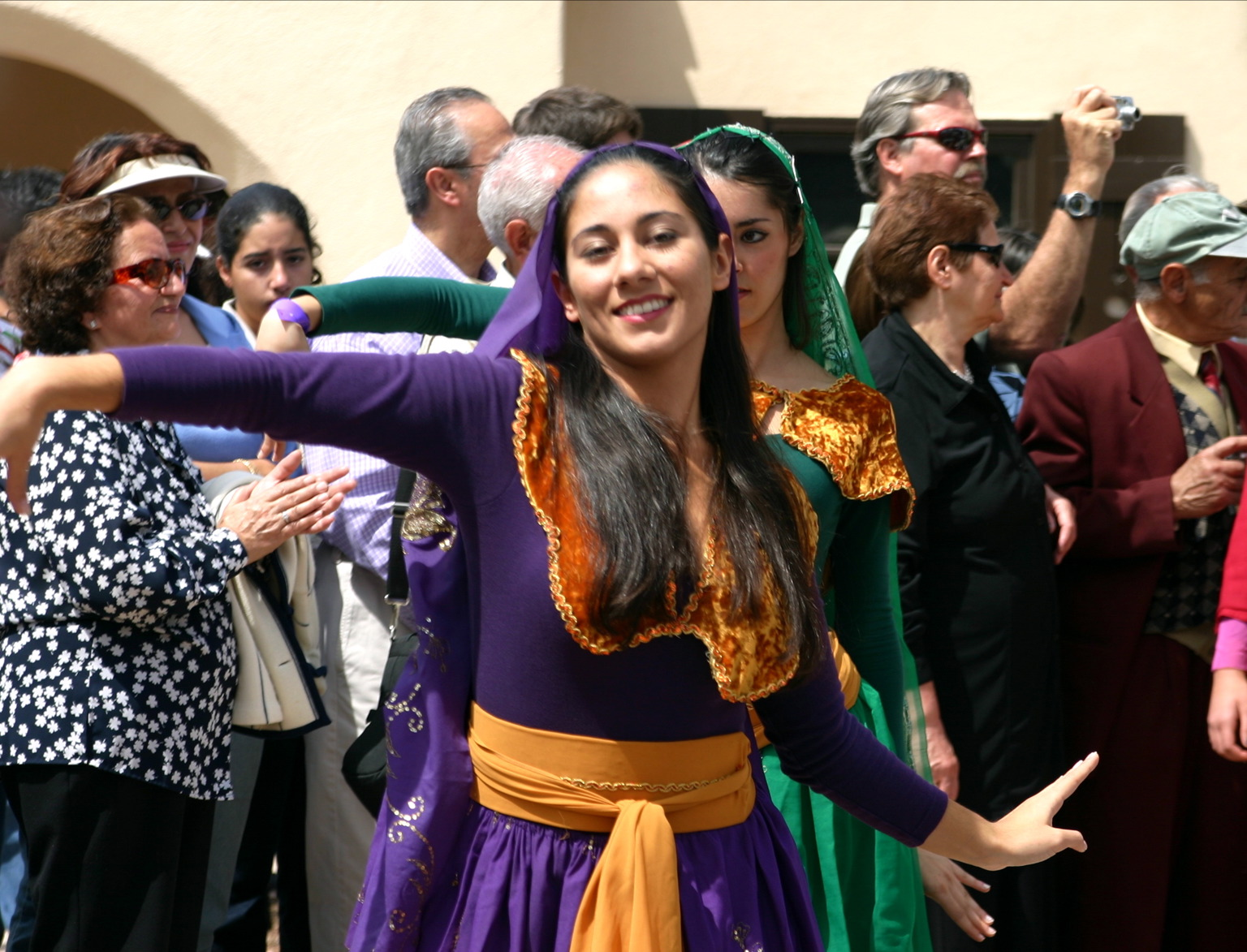
جشن ایرانیان به مناسبت نوروز در پارک بالبوا در شهر سن دیگو
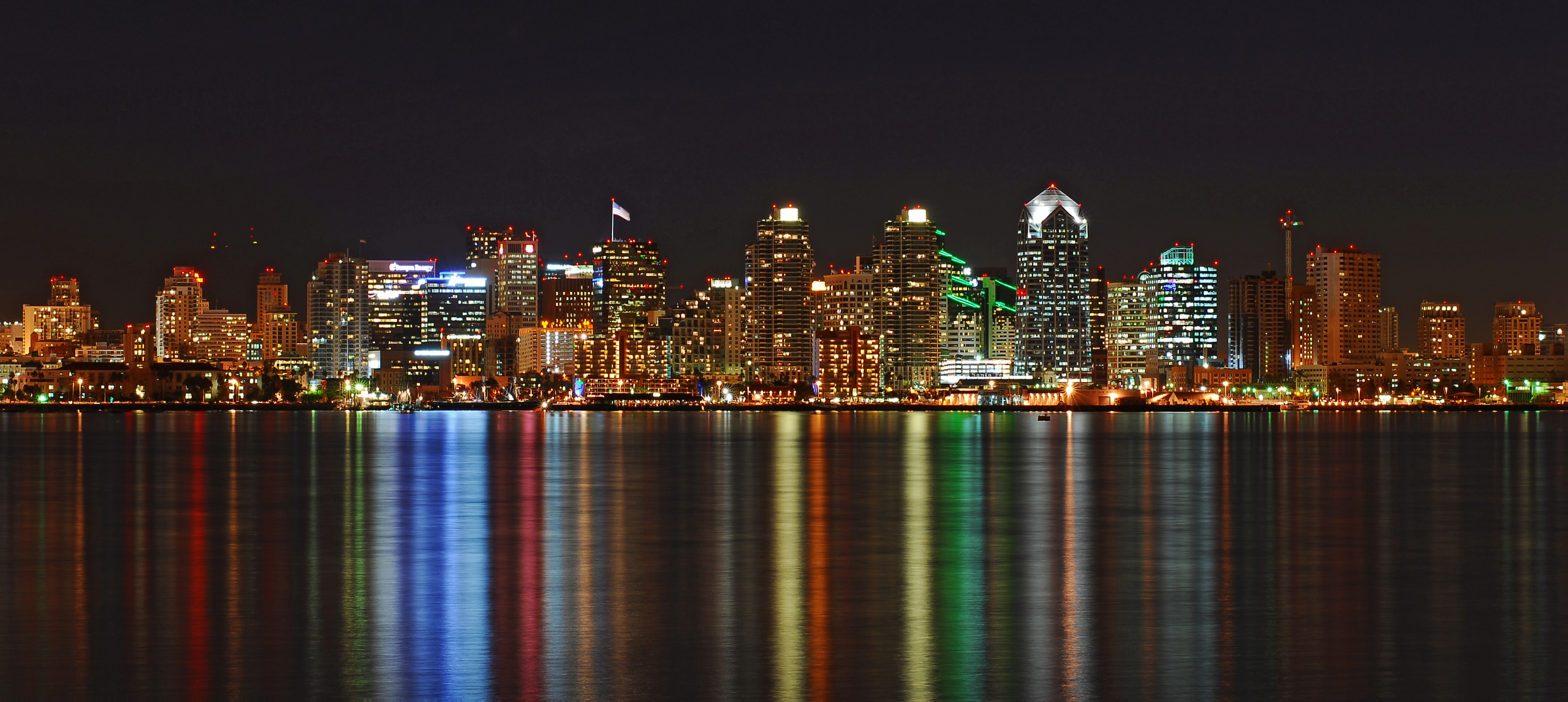
چشم‌انداز شهر سن دیگو
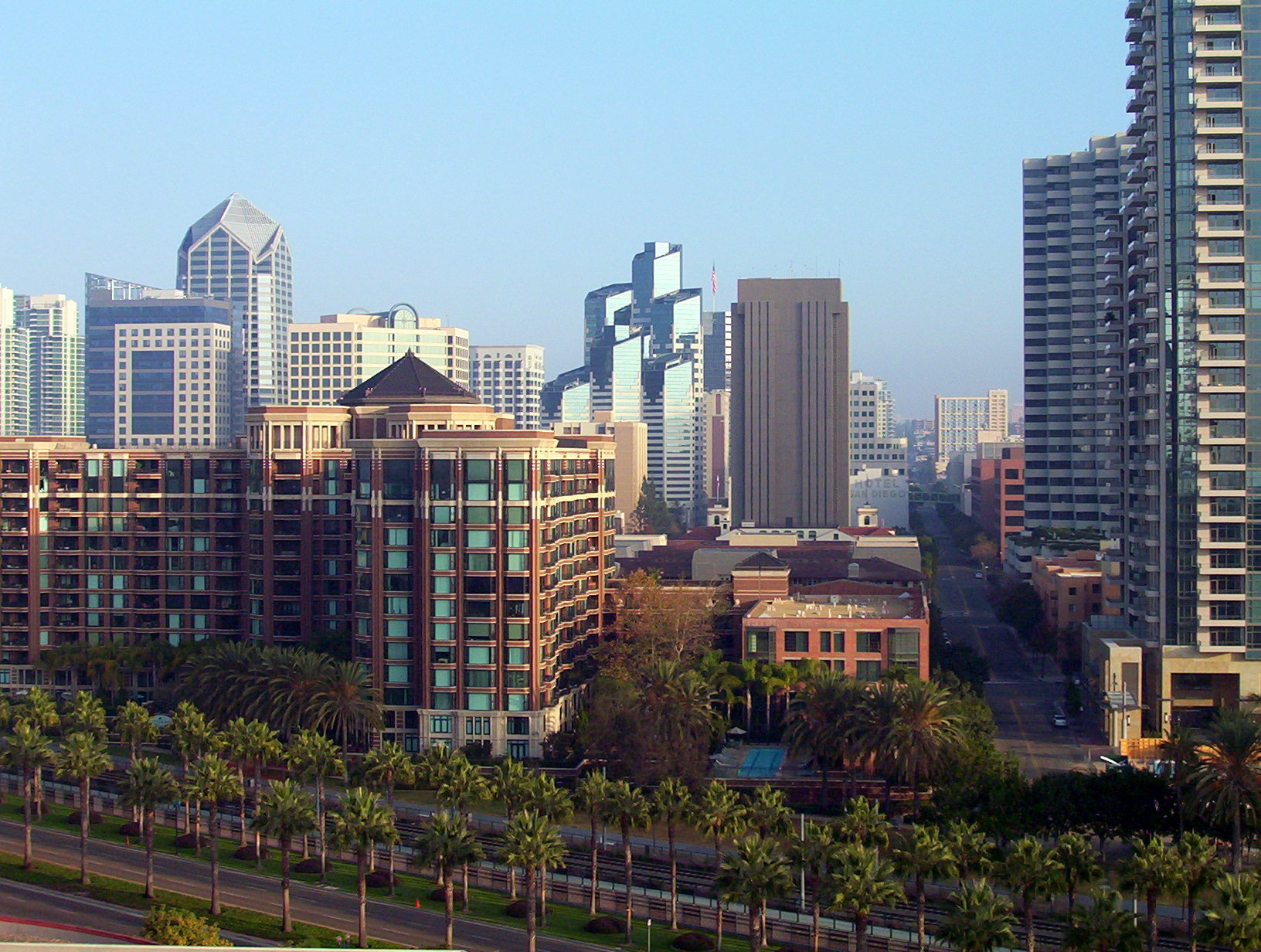
مرکز شهر سن دیگو

## ورزش
تیم فوتبال آمریکایی سن دیگو چارجرز از این شهر است. ورزشگاه پتکو پارک خانهٔ تیم سن دیگو پادرز است.